# Lycksele tingslag
Lycksele tingslag (före 1922 benämnt Lycksele lappmarks tingslag) var ett tingslag i Västerbottens län i södra Lappland.  Tingslaget motsvarar geografiskt nuvarande Lycksele, Storumans samt Sorsele kommuner.  År 1934 hade Lycksele tingslag 25 987 invånare på en yta av 22 224 km², varav land 20 577. Centralort och tingsställe för tingslaget var Lycksele.
Tingslaget fanns från 1680 och upplöstes 1971 när det övergick i Lycksele domsaga.
Tingslaget hörde från 1680 till 1720 till Västerbottens lappmarkers domsaga,  1720 till 1742 till Södra lappmarkens domsaga, 1742 till 1820 till Västerbottens södra kontrakts domsaga, 1821 till 1831 till Lappmarksjurisdiktionens domsaga, 1832 till 1884 till Västerbottens södra domsaga och 1884 till 1971 till Västerbottens västra domsaga, som från 1948 även omfattade Åsele och Vilhelmina tingslag.

## Socknar
Lycksele tingslag bestod av följande socknar:
- Lycksele socken
- Sorsele socken från 1764
- Tärna socken från 1903
- Stensele socken från 1822
- Örträsks socken från 1895

Även Lycksele stad hörde från sin tillkomst 1946 till tingslaget.